# Gàlag de Thomas
El gàlag de Thomas (Galagoides thomasi) és una espècie de primat de la família dels galàgids. Aquest tàxon fou anomenat en honor de l'eminent mastòleg britànic Oldfield Thomas.
Es troba a Angola, Burundi, el Camerun, la República Democràtica del Congo, Guinea Equatorial, el Gabon, Kenya, Malawi, Nigèria, Ruanda, Tanzània i Uganda.